# Anataractis
Anataractis là một chi bướm đêm thuộc họ Cosmopterigidae.